# Thập niên 1830
Thập niên 1830 là thập niên diễn ra từ năm 1830 đến 1839.